# Prueba de Silverman y Anderson
En neonatología, la prueba de Silverman y Andersen es un examen que valora la dificultad respiratoria de un recién nacido, basado en cinco criterios. Cada parámetro es cuantificable y la suma total se interpreta en función de dificultad. Contrario a la puntuación de Apgar, en la prueba de Silverman-Andersen, la puntuación más baja tiene mejor pronóstico que la puntuación más elevada. El test de Silverman-Andersen se usa en conjunto con otras pruebas que añaden otros parámetros, como la escala de Wood-Downes.

### Origen
Fue descrita por William A. Silverman y David Andersen en 1956.

## Criterios
Los criterios evaluados en la prueba de Silverman y Anderson son:
| Signo                          | 0 puntos             | 1 punto                               | 2 puntos                                                                     |
| ------------------------------ | -------------------- | ------------------------------------- | ---------------------------------------------------------------------------- |
| Movimientos toraco-abdominales | Rítmicos y regulares | Tórax inmóvil y abdomen en movimiento | Tórax y abdomen suben y bajan con discordancia (disociación toracoabdominal) |
| Tiraje intercostal             | No se aprecia        | Discreto                              | Acentuado y constante                                                        |
| Retracción xifoidea            | No se aprecia        | Discreta                              | Acentuada y constante                                                        |
| Aleteo nasal                   | No se aprecia        | Discreto                              | Acentuado y constante                                                        |
| Quejido espiratorio            | No se aprecia        | Apreciable a la auscultación          | Apreciable                                                                   |

## Interpretación
La sumatoria de los puntos obtenidos durante la evaluación se interpreta así:
| Puntaje       | Interpretación                       |
| ------------- | ------------------------------------ |
| 0 puntos      | Sin dificultad respiratoria          |
| 1 a 3 puntos  | Con dificultad respiratoria leve     |
| 4 a 6 puntos  | Con dificultad respiratoria moderada |
| 7 a 10 puntos | Con dificultad respiratoria severa   |

### Valor predictivo
La puntuación de Silverman-Anderson se ha asociado con la predicción de niveles elevados de dióxido de carbono y la necesidad de soporte respiratorio adicional durante las primeras 24 horas de vida. Es especialmente valiosa en contextos con recursos limitados para tomar decisiones sobre traslados neonatales.

### Limitaciones
Estudios han demostrado variabilidad en la fiabilidad entre quienes la utilizan al utilizar la puntuación de Silverman-Anderson entre diferentes profesionales de la salud. La capacitación es esencial para mejorar la consistencia en las evaluaciones.

## Otras pruebas
La puntuación de Silverman-Anderson suele compararse con otros sistemas de puntuación como la escala de Downes. Aunque la escala de Downes puede tener una mayor eficiencia predictiva, la de Silverman-Anderson es más rápida de aplicar, lo que la hace adecuada para evaluaciones de emergencia.
Véase también: Escala de APGAR